# Пам'ятки культурної спадщини Заліщицької громади
У статті наведений перелік об'єктів культурної спадщини Заліщицької громади Чортківського району Тернопільської области України.

## Пам'ятки археології
| №   | Назва                                                          | Дата | Адреса | Охоронний номер | Документ про взяття на облік |
| --- | -------------------------------------------------------------- | --- | --- | --------------- | --- |
| 1   | Поселення Бедриківці І                                         | трипільська культура (IV-кінець ІІІ тис. до н.е.) | с. Бедриківці, урочище Марцелівка | 2183            | Розпорядження Представника Президента України у Тернопільській області від 25.06.1992 № 148                                                                               |
| 2   | Поселення Бедриківці II                                        | західноподільська група скіфського часу (друга половина VII – V ст. до н. е.) | с. Бедриківці, урочище Пільце, зліва до ферми | 2181            | Розпорядження Представника Президента України у Тернопільській області від 25.06.1992 № 148                                                                               |
| 3   | Поселення Бедриківці III                                       | голіградська культура (ХІ – VII ст. до н. е.), західноподільська група скіфського часу (друга половина VII – V ст. до н. е.), давньоруський час (Х – ХІІІ ст.) | с. Бедриківці, урочище Лучка, на горбі, від дороги зліва під лісом, над джерелом | 2182            | Розпорядження Представника Президента України у Тернопільській області від 25.06.1992 № 148                                                                               |
| 4   | Могильник підплитовий Бедриківці IV                            | давньоруський час (Х – ХІІІ ст.) | с. Бедриківці, урочище Лучка, на горбі, від дороги зліва під лісом, в підніжжі, правий берег струмка | 2184            | Розпорядження Представника Президента України у Тернопільській області від 25.06.1992 № 148                                                                               |
| 5   | Могильник ґрунтовий, підплитовий Бедриківці V                  | давньоруський час (ХІІ – ХІІІ ст.) | с. Бедриківці, урочище Корчунок, на неприватизованих городах | 220             | Рішення виконкому Тернопільської обласної ради від 22.03.1971 № 147 |
| 6   | Поселення Бедриківці VI                                        | давньоруський час (ХІІ – ХІІІ ст.) | с. Бедриківці, урочище Могилки, південно-західні околиці села, в сторону с. Добрівляни | 2180            | Наказ управління культури обласної державної адміністрації від 18.10.2005 № 112                                                                                           |
| 7   | Поселення Блищанка І                                           | голіградська культура (ХІ-VII ст. до н. е.) | с. Блищанка, урочище Рудка | 2187            | Рішення виконкому Тернопільської обласної ради від 14.07.1989 № 162 |
| 8   | Поселення Блищанка ІІ                                          | культура лінійно-стрічкової кераміки (друга половина V – початок IV тис. до н. е.), трипільська культура (IV-кінець ІІІ тис. до н.е.) (етап В – заліщицька група; етап С – кошиловецька група), голіградська (ХІ-VII ст. до н. е.), липицька ( І– поч. ІІІ ст. н. е.), черняхівська (ІІІ–IV ст.), давньоруський час (ХІІ – ХІІІ ст.) | с. Блищанка, урочище Горби (Ярмівка, або Над Гнилою), на мисі, утвореному лівим берегом потічка Ярмівка і правим берегом струмка Гнила, за 0,5 м на південний схід від села, розміщене на 3-х мисоподібних схилах першої надзаплавної тераси лівого берега струмка Ярмівка, висотою 8-20 м над рівнем заплави | 2186            | Рішення виконкому Тернопільської обласної ради від 14.07.1989 № 162 |
| 9   | Могильник Блищанка ІІІ                                         | черняхівська культура (кін. ІІІ- поч. IV ст. н. е.) | с. Блищанка, урочище Горби, яке лежить в долині р. Ярмівка | 2190            | Наказ управління культури обласної державної адміністрації від 18.10.2005 № 112                                                                                           |
| 10  | Поселення Блищанка IV                                          | трипільська культура (IV-кінець ІІІ тис. до н. е.) | с. Блищанка, біля лісу Турин, на орному полі, урочище Коло Адамка | 2188            | Наказ управління культури обласної державної адміністрації від 18.10.2005 № 112                                                                                           |
| 11  | Курганна група із трьох курганів Вигода І                      | епоха бронзи - ранньозалізний вік (ІІ-І тис. до н.е.); | с. Вигода, 1 км на південь від села на вододільній частині пагорба. В урочищі „Могила” | 2075            | Наказ управління культури обласної державної адміністрації від 09.09.2016 № 121-од                                                                                        |
| 12  | Поселення Виноградне І                                         | один шар – до голіградської культури (ХІ-VII ст. до н. е.), інші – не датовано | с. Виноградове, на високому скелистому лівому березі Дністра, за 2 км вниз по течії від села, під каплицею | 2192            | Наказ управління культури обласної державної адміністрації від 18.10.2005 № 112                                                                                           |
| 13  | Стоянка, поселення Голігради І                                 | пізній палеоліт (40-10 тис. років тому); трипільська культура (IV-кінець ІІІ тис. до н.е.), голіградська культура (ХІ – VII ст. до н. е.), черняхівська культура (ІІІ- IV ст. н. е.), давньоруський час (ХІІ – ХІІІ ст.) | с. Голігради, урочище Вигошів, приватизовані паї | 218             | Рішення виконкому Тернопільської обласної ради від 22.03.1971 № 147, Рішення виконкому Тернопільської обласної ради від 14.07.1989 № 162                                  |
| 14  | Стоянка Голігради ІІ                                           | пізній палеоліт (40-10 тис. років тому) | с. Голігради урочище Поле Голятин | 2197            | Рішення виконкому Тернопільської обласної ради від 14.07.1989 № 162 |
| 15  | Стоянка Голігради ІІІ                                          | пізній палеоліт (40-10 тис. років тому) | с. Голігради урочище Богородиця, лівий берег р. Серет | 2199            | Наказ управління культури обласної державної адміністрації від 18.10.2005 № 112                                                                                           |
| 16  | Могильник ґрунтовий, підплитовий Городок І                     | давньоруський час (Х – ХІІІ ст.) | с. Городок , урочище Печенія, пасовище | 213             | Рішення виконкому Тернопільської обласної ради від 22.03.1971 № 147 |
| 17  | Могильник ґрунтовий, підплитовий Городок ІІ                    | давньоруський час (ХІІ – ХІІІ ст.) | с. Городок , урочище На Вигоні, територія села | 212             | Рішення виконкому Тернопільської обласної ради від 22.03.1971 № 147 |
| 18  | Поселення Городок ІІІ                                          | трипільська культура (IV-ІІІ тис. до н.е.), голіградська культура(ХІ-VII ст. до н. е.) | с. Городок, урочище Печенія чи Гуркало, пасовище | 1238            | Рішення виконкому Тернопільської обласної ради від 14.07.1989 № 162 |
| 19  | Поселення Городок IV                                           | голіградська культура (ХІ-VII ст. до н. е.) | с. Городок на березі р. Серет | 2202            | Наказ управління культури обласної державної адміністрації від 18.10.2005 № 112                                                                                           |
| 20  | Поселення Городок V                                            | голіградська культура (ХІ-VII ст. до н. е.) | с. Городок урочище Кут (Добридень) | 2203            | Наказ управління культури обласної державної адміністрації від 18.10.2005 № 112                                                                                           |
| 21  | Курганна група (4 кургани) Городок VI                          | західноподільська група скіфського часу (ІІ пол. VII – V ст. до н.е.) | с. Городок, урочище Растова | 2204            | Наказ управління культури обласної державної адміністрації від 18.10.2005 № 112                                                                                           |
| 22  | Поселення Городок VII                                          | трипільська культура (IV-кінець ІІІ тис. до н.е.), голіградська культура (ХІ-VII ст. до н. е.); черняхівська культура (ІІІ- IV ст. н. е.) | с. Городок, південні околиці села, урочище Кирнички | 2205            | Наказ управління культури обласної державної адміністрації від 18.10.2005 № 112                                                                                           |
| 23  | Печерна пам'ятка Городок VIII                                  | пізнє середньовіччя (XIV-XV ст.) | с. Городок, печера Кернички на правому березі р. Дністер | 1236            | Наказ управління культури обласної державної адміністрації від 27.01.2010 № 16                                                                                            |
| 24  | Поселення Дзвиняч І                                            | трипільська культура (IV-кінець ІІІ тис. до н.е.), голіградська культура (ХІ-VII ст. до н. е.), черняхівська культура (ІІІ- IV ст.), давньоруський час (ХІІ – ХІІІ ст.) | с. Дзвиняч, південно-східні околиці села, лівий берег потічка, город М. Пастиркевича | 2206            | Наказ управління культури обласної державної адміністрації від 18.10.2005 № 112                                                                                           |
| 25  | Поселення Дунів І                                              | трипільська культура (IV-кінець ІІІ тис. до н.е.)- черняхівська культура (ІІІ- IV ст. н. е.); давньоруський час (ХІІ – ХІІІ ст.) | с. Дунів, урочище Корніш | 2209            | Розпорядження Представника Президента України у Тернопільській області від 25.06.1992 № 148                                                                               |
| 26  | Поселення Дунів ІІ                                             | пізня бронза (культура ноа (ХІІІ-ХІІ ст. до н. е. ), ранньозалізний час (І тис. до н. е.), голіградська культура (ХІ-VII ст. до н. е.), давньоруський час (ХІІ – ХІІІ ст.) | с. Дунів, на плато лівого берега р. Серет, на мисі між лівим берегом струмка і яром | 2210            | Наказ управління культури обласної державної адміністрації від 18.10.2005 № 112                                                                                           |
| 27  | Могильник курганний Дуплиська І                                | західноподільська група скіфського часу (друга половина VII – V (можливо IV) ст. до н. е.) | с. Дуплиська, урочище Могилки | 2213            | Наказ управління культури обласної державної адміністрації від 18.10.2005 № 112                                                                                           |
| 28  | Поселення Дуплиська ІІ                                         | трипільська культура (IV-кінець ІІІ тис. до н.е.), ранньозалізний час (І тис. до н. е.), голіградська культура (ХІ-VII ст. до н. е.) | с. Дуплиська, мис 2-ї надзаплавної тераси лівого берега р. Тупи, урочище Спас, центр села | 2211            | Наказ управління культури обласної державної адміністрації від 18.10.2005 № 112                                                                                           |
| 29  | Поселення Дуплиська ІІІ                                        | трипільська культура (IV-кінець ІІІ тис. до н.е.), ранньозалізний час (І тис. до н. е.), голіградська культура (ХІ-VII ст. до н. е.) | с. Дуплиська, центр села, північніше церкви, правий берег р. Тупа | 2212            | Наказ управління культури обласної державної адміністрації від 18.10.2005 № 112                                                                                           |
| 30  | Поселення Заліщики ІІ                                          | трипільська культура (IV-кінець ІІІ тис. до н.е.) | м. Заліщики, територія цегельного заводу, на пагорбі. У східної частині міста, лівий берег р. Дністер, на північний схід від залізничної станції |                 | Розпорядження Представника Президента України у Тернопільській області від 25.06.1992 № 148                                                                               |
| 31  | Поселення Заліщики ІІІ                                         | трипільська культура (IV-кінець ІІІ тис. до н.е.), голіградська культура (ХІ – VII ст. до н. е.), липицька, празька культури (VI-VII ст.); давньоруський час (ХІІ – ХІІІ ст.) | м. Заліщики, урочище Ущилівка | 2216            | Рішення виконкому Тернопільської обласної ради від 14.07.1989 № 162 |
| 32  | Могильник курганний (45 курганів, 6 - розкопані) Зелений Гай І | давньоруський час (ХІІ – ХІІІ ст.) | с. Зелений Гай, урочище Іванів Город (ліс Пожарниця) | 214             | Рішення виконкому Тернопільської обласної ради від 22.03.1971 № 147 |
| 33  | Могильник Зелений Гай ІІ                                       | давньоруський час (ХІІ – ХІІІ ст.) | с. Зелений Гай, на лівому березі Дністра навпроти городища на протилежному березі в с. Городниця | 2220            | Наказ управління культури обласної державної адміністрації від 18.10.2005 № 112                                                                                           |
| 34  | Поселення Зелений Гай ІІІ                                      | ранній залізний вік (І тис. до н. е.), липицька культура(І-поч. ІІІ ст. н. е.), празька культура (VI-VII ст.) | с. Зелений Гай, центр села | 2217            | Рішення виконкому Тернопільської обласної ради від 14.07.1989 № 162 |
| 35  | Поселення Зелений Гай IV                                       | трипільська культура (IV-кінець ІІІ тис. до н.е.) | с. Зелений Гай, урочище Блашківці, паї, акти на руках | 2218            | Розпорядження Представника Президента України у Тернопільській області від 25.06.1992 № 148                                                                               |
| 36  | Поселення Зелений Гай V                                        | трипільська культура (IV-кінець ІІІ тис. до н.е.), ранньозалізний час (І тис. до н. е.), голіградська культура (ХІ-VII ст. до н. е.), давньоруський час (ХІІ – ХІІІ ст.) | с. Зелений Гай, урочище Соколів, західні околиці села, між лісами, на лівому високому березі Дністра | 2219            | Наказ управління культури обласної державної адміністрації від 18.10.2005 № 112                                                                                           |
| 37  | Печерна пам’ятка Зелений Гай VI                                | пізнє середньовіччя, (XVII – XVIII ст.) | с. Зелений Гай, урочище Печера Татарка | 2221            | Наказ управління культури обласної державної адміністрації від 18.10.2005 № 112                                                                                           |
| 38  | Поселення Зелений Гай VII                                      | культура Ґава-Голігради (ХІ – VII ст. до н. е.), липицька культура (І – ІІІ ст.), ранньослов'янський час | с. Зелений Гай, західні околиці села, на привершинній частині пагорба | 1818            | Наказ управління культури обласної державної адміністрації від 09.02.2012 № 14                                                                                            |
| 39  | Стоянка Зозулинці І                                            | пізній палеоліт (40-10 тис. років тому) | с. Зозулинці, 3-я надзаплавна тераса лівого берега Дністра | 2222            | Наказ управління культури обласної державної адміністрації від 18.10.2005 № 112                                                                                           |
| 40  | Поселення Зозулинці ІІ                                         | трипільська культура (IV-кінець ІІІ тис. до н. е.), ранньозалізний час (І тис. до н. е.), голіградська культура (ХІ-VII ст. до н. е.) | с. Зозулинці, урочище Коло шанців, біля потічка Ліщина, на орному полі | 2223            | Наказ управління культури обласної державної адміністрації від 18.10.2005 № 112                                                                                           |
| 41  | Могильник підплитовий Зозулинці ІІІ                            | давньоруський час (ХІІ – ХІІІ ст.) | с. Зозулинці, урочище “Над Гнилою”, на підвищеній ділянці плато | 1320            | Наказ управління культури обласної державної адміністрації від 27.01.2010 № 16                                                                                            |
| 42  | Поселення Зозулинці IV                                         | трипільська культура (IV-кінець ІІІ тис. до н.е.); комарівська культура (XV – XII ст. до н. е.); культура Ноа (ХІІІ-ХІІ ст. до н. е. ); ранньозалізний час (І тис. до н. е.); давньоруський час (ХІІ-ХІІІ ст.) | с. Зозулинці, в північно-східних околицях села на високому лівому березі р. Дністер | 4442-Тр         | Наказ управління культури обласної державної адміністрації від 26.06.2012 № 97, Наказ Міністерства культури України від 18.04.2017 № 325                                  |
| 43  | Могильник курганний Зозулинці V                                | західноподільська група ранньозалізного віку (VIII-VII ст. до н.е.) | с. Зозулинці, північно-східні околиці села, на рівнинному плато | 4470-Тр         | Наказ департаменту культури, релігій та національностей обласної державної адміністрації від 15.05.2014 № 76-од, Наказ Міністерства культури України від 18.04.2017 № 325 |
| 44  | Поселення Іване-Золоте І                                       | голіградська культура (ХІ – VII ст. до н. е.) | с. Іване-Золоте, урочище Сивушка | 2224            | Розпорядження Представника Президента України у Тернопільській області від 25.06.1992 № 148                                                                               |
| 45  | Поселення Іване-Золоте ІІ                                      | трипільська культура (IV-кінець ІІІ тис. до н.е.) | с. Іване-Золоте, урочище Верхнячки | 2226            | Розпорядження Представника Президента України у Тернопільській області від 25.06.1992 № 148                                                                               |
| 46  | Поселення Іване-Золоте ІІІ                                     | трипільська культура (IV-кінець ІІІ тис. до н.е.) | с. Іване-Золоте, урочище Над Жолобом | 2227            | Розпорядження Представника Президента України у Тернопільській області від 25.06.1992 № 148                                                                               |
| 47  | Поселення Іване-Золоте IV                                      | трипільська культура (IV-кінець ІІІ тис. до н.е.) | с. Іване-Золоте, урочище Говди | 2225            | Розпорядження Представника Президента України у Тернопільській області від 25.06.1992 № 148                                                                               |
| 48  | Стоянка Касперівці І                                           | середній палеоліт (150-40 тис. років тому); пізній палеоліт (40-10 тис. років тому) | с. Касперівці, урочище Мандаторія | 2237            | Рішення виконкому Тернопільської обласної ради від 14.07.1989 № 162 |
| 49  | Стоянка Касперівці ІІ                                          | пізній палеоліт (40-10 тис. років тому) | с. Касперівці, на лівому березі р. Серет, біля школи | 2239            | Наказ управління культури обласної державної адміністрації від 18.10.2005 № 112                                                                                           |
| 50  | Стоянка Касперівці IV                                          | пізній палеоліт (40-10 тис. років тому) | с. Касперівці, урочище Хом | 2238            | Рішення виконкому Тернопільської обласної ради від 14.07.1989 № 162 |
| 51  | Стоянка Касперівці VI                                          | середній палеоліт (150-40 тис. років тому) | с. Касперівці, на північний захід від села на правому березі р. Серет, в яру, за польовою дорогою на Лисичники | 2235            | Наказ управління культури обласної державної адміністрації від 18.10.2005 № 112                                                                                           |
| 52  | Стоянка Касперівці VII                                         | середній палеоліт (150-40 тис. років тому), мезоліт (кінець ІХ-VI тис. до н. е.) | с. Касперівці, 2-а над заплавна тераса правого берега р. Тупа, на південний схід від с. Бедриківці, ур. Жиравка (Перейма), за 3 км на північний захід від села. Приурочена до високої (п'ятої ?) тераси Дністра, вкритої алювієм                                                                              | 2236            | Наказ управління культури обласної державної адміністрації від 18.10.2005 № 112                                                                                           |
| 53  | Поселення Касперівці VIII                                      | трипільська культура (IV-кінець ІІІ тис. до н. е.) | с. Касперівці, урочище Поле біля ГЕС | 2228            | Рішення виконкому Тернопільської обласної ради від 14.07.1989 № 162 |
| 54  | Поселення Касперівці ІХ                                        | ранньозалізний час (І тис. до н. е.), голіградська культура (ХІ-VII ст. до н. е.) | с. Касперівці, над р. Серет, в районі будівництва ГЕЧ і в урочище Мандаторія | 2232            | Наказ управління культури обласної державної адміністрації від 18.10.2005 № 112                                                                                           |
| 55  | Поселення Касперівці Х                                         | празька культура (V-VII ст. н. е.) | с. Касперівці, в центрі села, правий берег р. Серет, на підвищенні в заплаві річки, біля кладовища | 2233            | Наказ управління культури обласної державної адміністрації від 18.10.2005 № 112                                                                                           |
| 56  | Поселення Касперівці ХІ                                        | трипільська культура (IV-кінець ІІІ тис. до н. е.) | с. Касперівці, південна околиця села, на орному полі південніше кам’яного кар’єру і шосе | 2229            | Наказ управління культури обласної державної адміністрації від 18.10.2005 № 112                                                                                           |
| 57  | Поселення Касперівці ХІІ                                       | трипільська культура (IV-кінець ІІІ тис. до н. е.) | с. Касперівці, урочище Під Роставою, на орному полі під лісом | 2230            | Наказ управління культури обласної державної адміністрації від 18.10.2005 № 112                                                                                           |
| 58  | Поселення Касперівці ХІІІ                                      | трипільська культура (IV-кінець ІІІ тис. до н. е.) | с. Касперівці, урочище Гнила, на плато лівого високого берега р. Тупи | 2231            | Наказ управління культури обласної державної адміністрації від 18.10.2005 № 112                                                                                           |
| 59  | Поселення Касперівці XIV                                       | давньоруський час (ХІІ – ХІІІ ст.) | с. Касперівці, урочище Містечок, лівий берег Серету | 2234            | Наказ управління культури обласної державної адміністрації від 18.10.2005 № 112                                                                                           |
| 60  | Поселення Касперівці XV                                        | липицька культура (І – ІІІ ст.) | с. Касперівці, лівий берег р. Серет, на спортивній площадці середньої школи | 1319            | Наказ управління культури обласної державної адміністрації від 27.01.2010 № 16                                                                                            |
| 61  | Могильник Колодрібка І                                         | давньоруський час (Х – ХІІІ ст.) | с. Колодрібка, на високому правому березі р. Серет | 2245            | Наказ управління культури обласної державної адміністрації від 18.10.2005 № 112                                                                                           |
| 62  | Поселення Колодрібка ІІ                                        | голіградська культура (ХІ – VII ст. до н. е.) празька культура | с. Колодрібка, територія зруйнованого консервного заводу, на підвищенні лівого берега струмка, на території колгоспного саду, по лівому березі р. Дністер | 2240            | Рішення виконкому Тернопільської обласної ради від 14.07.1989 № 162 |
| 63  | Стоянка Колодрібка ІІІ                                         | пізній палеоліт (40-10 тис. років тому) | с. Колодрібка, на мисі лівого берега Дністра, 2-а тераса | 2241            | Наказ управління культури обласної державної адміністрації від 18.10.2005 № 112                                                                                           |
| 64  | Могильник Колодрібка IV                                        | голіградська культура (ХІ-VII ст. до н. е.) | с. Колодрібка, лівий берег Дністра, вище колгоспного саду | 2242            | Наказ управління культури обласної державної адміністрації від 18.10.2005 № 112                                                                                           |
| 65  | Поселення Колодрібка V                                         | ранньозалізний час (І тис. до н. е.), голіградська культура (ХІ-VII ст. до н. е.) | с. Колодрібка, в селі, на лівому березі Дністра, город П.Н.Тофана | 2243            | Наказ управління культури обласної державної адміністрації від 18.10.2005 № 112                                                                                           |
| 66  | Поселення Колодрібка VI                                        | трипільська культура (IV-кінець ІІІ тис. до н.е.), західноподільська група скіфського часу (друга половина VII – V ст. до н. е.), черняхівська культура (ІІІ- IV ст.) | с. Колодрібка, урочище Поле коло Глодів, знаходиться поруч з уроч. Ланок | 2246            | Рішення виконкому Тернопільської обласної ради від 14.07.1989 № 162 |
| 67  | Стоянка Лисичники І                                            | пізній палеоліт (40-10 тис. років тому), мезоліт (кінець ІХ-VI тис. до н. е.) | с. Лисичники, урочище Балка, друга надзаплавна тераса правого берега р. Серет | 215             | Рішення виконкому Тернопільської обласної ради від 22.03.1971 № 147 |
| 68  | Поселення Лисичники ІІ                                         | трипільська культура (IV-кінець ІІІ тис. до н. е.) | с. Лисичники, урочище Замчище | 2265            | Рішення виконкому Тернопільської обласної ради від 14.07.1989 № 162 |
| 69  | Стоянка (в літературі – Лисичники ІІ)                          | середній палеоліт (150-40 тис. років тому) | с. Блищанка, урочище “Горби”, правий берег р. Серет | 2185            | Наказ управління культури обласної державної адміністрації від 18.10.2005 № 112                                                                                           |
| 70  | Поселення Лисичники ІІІ                                        | трипільська культура (IV-кінець ІІІ тис. до н. е.) | с. Лисичники, урочище Винниця | 2266            | Рішення виконкому Тернопільської обласної ради від 14.07.1989 № 162 |
| 71  | Поселення Лисичники IV                                         | трипільська культура (IV-кінець ІІІ тис. до н. е.) | с. Лисичники, урочище Коло Валу(біля Траянового валу) | 2264            | Рішення виконкому Тернопільської обласної ради від 14.07.1989 № 162 |
| 72  | Городище Лисичники V                                           | голіградська культура (ХІ – VII ст. до н. е.) | с. Лисичники, урочище Коло Валу (біля Траянового валу) | 2250            | Рішення виконкому Тернопільської обласної ради від 14.07.1989 № 162 |
| 73  | Поселення Лисичники VI                                         | голіградська культура (ХІ – VII ст. до н. е.) | с. Лисичники, урочище Над капличкою | 2251            | Рішення виконкому Тернопільської обласної ради від 14.07.1989 № 162 |
| 74  | Поселення Лисичники VII                                        | трипільська культура (IV-кінець ІІІ тис. до н.е.), комарівсько-тшинецька культура (XV – ХІІ ст. до н. е.), культура Ноа (ХІІІ-ХІІ ст. до н. е.) ранньозалізний час (І тис. до н. е.), голіградська культура (ХІ-VII ст. до н. е.), черняхівська культура (ІІІ- IV ст. н. е.)                                                         | с. Лисичники, урочище Городище, на північ від хут. Миколаївка, правий берег струмка Ярмівка | 2252            | Наказ управління культури обласної державної адміністрації від 18.10.2005 № 112                                                                                           |
| 75  | Поселення Лисичники VIII                                       | трипільська культура (IV-кінець ІІІ тис. до н.е.), голіградська культура (ХІ-VII ст. до н. е.), липицька культура (ІІІ – І ст.), черняхівська культура (ІІІ- IV ст. н. е.),давньоруський час (ХІІ – ХІІІ ст.) | с. Лисичники, біля школи | 2254            | Наказ управління культури обласної державної адміністрації від 18.10.2005 № 112                                                                                           |
| 76  | Поселення Лисичники ІХ                                         | трипільська культура (IV-кінець ІІІ тис. до н.е.) | с. Лисичники, урочище Жолубок, в районі хутора Миколаївка, зріз кар’єру, над джерелом | 2255            | Наказ управління культури обласної державної адміністрації від 18.10.2005 № 112                                                                                           |
| 77  | Поселення Лисичники Х                                          | трипільська культура (IV-кінець ІІІ тис. до н.е.), давньоруський час (ХІІ – ХІІІ ст.) | с. Лисичники, урочище Волова криничка, південно-східна частина села, над джерелом | 2256            | Наказ управління культури обласної державної адміністрації від 18.10.2005 № 112                                                                                           |
| 78  | Поселення Лисичники ХІ                                         | трипільська культура (IV-кінець ІІІ тис. до н.е.) | с. Лисичники, урочище Над воловою, південна околиця села, правий берег Серета, на місці окопів | 2257            | Наказ управління культури обласної державної адміністрації від 18.10.2005 № 112                                                                                           |
| 79  | Могильник Лисичники ХІІ                                        | західноподільська група скіфського часу (друга половина VII – V ст. до н. е.) | с. Лисичники, урочище Замчище, при впадінні струмка в Серет | 2258            | Наказ управління культури обласної державної адміністрації від 18.10.2005 № 112                                                                                           |
| 80  | Поселення Лисичники ХІІІ                                       | давньоруський час (Х – ХІІІ ст.) | с. Лисичники, урочище Печера Лиличка | 2259            | Наказ управління культури обласної державної адміністрації від 18.10.2005 № 112                                                                                           |
| 81  | Поселення Лисичники XIV                                        | давньоруський час (ХІІ – ХІІІ ст.) | с. Лисичники, урочище Під валом | 2261            | Наказ управління культури обласної державної адміністрації від 18.10.2005 № 112                                                                                           |
| 82  | Печерна пам’ятка Лисичники XV                                  | трипільська культура (IV-кінець ІІІ тис. до н.е.) - ранньозалізний час (І тис. до н. е.), голіградська культура (ХІ-VII ст. до н. е.) - давньоруський час (ХІІ – ХІІІ ст.) пізнє середньовіччя (XVII – XVIII ст.) | с. Лисичники, в печері Лиличка | 2262            | Наказ управління культури обласної державної адміністрації від 18.10.2005 № 112                                                                                           |
| 83  | Печерна пам’ятка Лисичники XVI                                 | давньоруський час (ХІІ – ХІІІ ст.- кінець XVII ст.) | с. Лисичники, на північ від села, в лісі, правий берег Серету, печера Кошова | 2263            | Наказ управління культури обласної державної адміністрації від 18.10.2005 № 112                                                                                           |
| 84  | Городище Лисичники XVII                                        | пізнє середньовіччя (XVI – XVII ст.) | с. Лисичники, урочище Замчище, за 2 км на північ від села, правий берег р. Серет | 1327            | Наказ управління культури обласної державної адміністрації від 27.01.2010 № 16                                                                                            |
| 85  | Курган Новосілка І                                             | культура невизначена | с. Новосілка, 1,5 км на захід від села, південніше ґрунтової дороги на с. Монастирок, на вершині плато | 1675            | Наказ управління культури обласної державної адміністрації від 27.01.2010 № 16                                                                                            |
| 86  | Поселення Новосілка ІІ                                         | пізній палеоліт (40-10 тис. років тому) | с. Новосілка, берег струмка Грумового | 217             | Рішення виконкому Тернопільської обласної ради від 22.03.1971 № 147 |
| 87  | Поселення Новосілка ІІІ                                        | трипільська культура (IV-кінець ІІІ тис. до н.е.), комарівсько-тшинецька культура (XV – ХІІ ст. до н. е.) | с. Новосілка, урочище Вепріва | 2272            | Наказ управління культури обласної державної адміністрації від 18.10.2005 № 112                                                                                           |
| 88  | Поселення Новосілка IV                                         | трипільська культура (IV-кінець ІІІ тис. до н.е.) | с. Новосілка, урочище Вікно, північні околиці села, правий берег струмка Керничка | 2273            | Наказ управління культури обласної державної адміністрації від 18.10.2005 № 112                                                                                           |
| 89  | Поселення Новосілка V                                          | пізня бронза (культура Ноа (ХІІІ-ХІІ ст. до н. е. ), ранньозалізний час (І тис. до н. е.), голіградська культура (ХІ-VII ст. до н. е.) | с. Новосілка, урочище Поле Петринське, південно-східні околиці села | 2274            | Наказ управління культури обласної державної адміністрації від 18.10.2005 № 112                                                                                           |
| 90  | Поселення Новосілка VI                                         | черняхівська культура (ІІІ-IV ст. н. е.) | с. Новосілка, урочище Стіжки, східні околиці села | 2275            | Наказ управління культури обласної державної адміністрації від 18.10.2005 № 112                                                                                           |
| 91  | Могильник грунтовий Новосілка VII                              | давньоруський час (ХІІ – ХІІІ ст.) | с. Новосілка, урочище Чагор і Петринське | 2276            | Наказ управління культури обласної державної адміністрації від 18.10.2005 № 112                                                                                           |
| 92  | Поселення Новосілка VIII                                       | ХІ-ІХ ст. до н.е | с. Новосілка, північні околиці села, на правому березі струмка | 4351-Тр         | Наказ управління культури обласної державної адміністрації від 24.03.2011 № 36, Наказ Міністерства культури України від 23.01.2012 № 51                                   |
| 93  | Стоянка Печорна І                                              | середній палеоліт (150 – 40 тис. років тому) | с. Печорна, лівий берег Дністра, в яру між селом і Заліщиками | 2277            | Наказ управління культури обласної державної адміністрації від 18.10.2005 № 112                                                                                           |
| 94  | Поселення Синьків І                                            | трипільська культура (IV-кінець ІІІ тис. до н.е.) | с. Синьків, урочище За Дібровою | 2281            | Розпорядження Представника Президента України у Тернопільській області від 25.06.1992 № 148                                                                               |
| 95  | Поселення Синьків ІІ                                           | трипільська культура (IV-кінець ІІІ тис. до н.е.), голіградська культура (ХІ – VII ст. до н. е.), ранній залізний вік (І тис. до н. е.), черняхівська (ІІІ-IV ст. н. е.), давньоруський час (Х, ХІІ – ХІІІ ст.) | с. Синьків, урочище Шеленівський Яр | 2282            | Розпорядження Представника Президента України у Тернопільській області від 25.06.1992 № 148                                                                               |
| 96  | Поселення Синьків ІІІ                                          | голіградська культура (ХІ – VII ст. до н. е.) | с. Синьків, урочище Берег Рудок | 2283            | Розпорядження Представника Президента України у Тернопільській області від 25.06.1992 № 148                                                                               |
| 97  | Городище Синьків IV                                            | давньоруський час (ХІІ – ХІІІ ст.) | с. Синьків, східні околиці села в урочище Городище | 1439            | Наказ управління культури обласної державної адміністрації від 27.01.2010 № 16                                                                                            |
| 98  | Поселення Синьків V                                            | голіградська культура (ХІ – VII ст. до н. е.) | с. Синьків, урочище “Гончарівка”, за 1,75 км на північний схід від села, на правому березі струмка біля його витоків | 1330            | Наказ управління культури обласної державної адміністрації від 27.01.2010 № 16                                                                                            |
| 99  | Поселення Синьків VI                                           | трипільська культура (IV-кінець ІІІ тис. до н.е.), голіградська культура (ХІ – VII ст. до н. е.) | с. Синьків, урочище “На додатках”, на північ від села, на мисі, утвореному р. Рудка та струмком Мала Глибока | 1331            | Наказ управління культури обласної державної адміністрації від 27.01.2010 № 16                                                                                            |
| 100 | Поселення Синьків VII                                          | культура Ґава-Голігради (ХІ-VII ст. до н. е.) | с. Синьків, західні околиці села, лівий берег струмка | 1891            | Наказ управління культури обласної державної адміністрації від 29.10.2012 № 149                                                                                           |
| 101 | Могильник Ставки І                                             | білопотоцький варіант комарівської культури (XVI-XV ст. до н.е.) | с. Ставки, урочище «Оленине Болото», північно-західні околиці села, на високому пагорбі із східної сторони від соснового лісу | 1922            | Наказ управління культури обласної державної адміністрації від 09.09.2016 № 121-од                                                                                        |
| 102 | Поселення Торське І                                            | культура лінійно-стрічкової кераміки (друга половина V – початок IV тис. до н. е.), трипільська (IV-кінець ІІІ тис. до н. е.), комарівська (XVI-ХІІ ст. до н. е.), черняхівська (кін. ІІ-поч. V ст. н. е.), давньоруський час (ХІІ – ХІІІ ст.)                                                                                       | с. Торське, урочище Шанці, біля яру | 1240            | Рішення виконкому Тернопільської обласної ради від 14.07.1989 № 162 |
| 103 | Стоянка Торське ІІ                                             | пізній палеоліт (40-10 тис. років тому) | с. Торське, урочище Чегор, на лівому березі Дністра | 2290            | Наказ управління культури обласної державної адміністрації від 18.10.2005 № 112                                                                                           |
| 104 | Поселення Угриньківці І                                        | трипільська культура (IV-кінець ІІІ тис. до н.е.) | с. Угриньківці, схил берегу | 2291            | Рішення виконкому Тернопільської обласної ради від 14.07.1989 № 162 |
| 105 | Поселення Угриньківці ІІ                                       | голіградська культура (ХІ – VII ст. до н. е.) | с. Угриньківці, урочище Другі Гони | 2292            | Рішення виконкому Тернопільської обласної ради від 14.07.1989 № 162 |
| 106 | Поселення Угриньківці ІІІ                                      | трипільська культура (IV-кінець ІІІ тис. до н.е.) | с. Угриньківці, урочище Над Гуральнею | 2293            | Розпорядження Представника Президента України у Тернопільській області від 25.06.1992 № 148                                                                               |
| 107 | Поселення Угриньківці IV                                       | трипільська культура (IV-кінець ІІІ тис. до н.е.), ранньозалізний час (І тис. до н. е.), голіградська культура (ХІ-VII ст. до н. е.) | с. Угриньківці, урочище Попова долина, на сонячному схилі | 2294            | Наказ управління культури обласної державної адміністрації від 18.10.2005 № 112                                                                                           |
| 108 | Могильник підплитовий Угриньківці V                            | давньоруський час (ХІІ – ХІІІ ст.) | с. Угриньківці, урочище Рокитин, поблизу току колгоспу “Іскра”, під час риття кювету поруч з дорогою | 2296            | Наказ управління культури обласної державної адміністрації від 18.10.2005 № 112                                                                                           |
| 109 | Поселення Хрипилів І                                           | голіградська культура (ХІ-VII ст. до н. е.) | с. Щитівці, хут. Хрипилів напроти ферми | 2301            | Рішення виконкому Тернопільської обласної ради від 14.07.1989 № 162 |
| 110 | Поселення Щитівці І                                            | трипільська культура (IV-кінець ІІІ тис. до н.е.) | с. Щитівці, західна частина села, на території фільварку | 2309            | Наказ управління культури обласної державної адміністрації від 18.10.2005 № 112                                                                                           |
| 111 | Поселення Щитівці ІІ                                           | трипільська культура (IV-кінець ІІІ тис. до н.е.) | с. Щитівці, на північ від села, біля 2-х курганів | 2310            | Наказ управління культури обласної державної адміністрації від 18.10.2005 № 112                                                                                           |

## Пам'ятки архітектури
| №   | Назва                                              | Дата           | Адреса                              | Охоронний номер | Документ про взяття на облік                          |
| --- | -------------------------------------------------- | -------------- | ----------------------------------- | --------------- | ----------------------------------------------------- |
| 1.  | Комплекс костелу св. Станіслава (мур.)             | 1763 р.        | м. Заліщики вул. Гайворонська, 18   | 120/0           | рішення Тернопільського ОВК від 05.12.1986 р. № 343   |
| 2.  | Костел св. Станіслава (мур.)                       | 1763 р.        | м. Заліщики вул. Гайворонська, 18   | 120/1           | рішення Тернопільського ОВК від 05.12.1986 р. № 343   |
| 3.  | Монастир(мур.)                                     | 1763 р.        | м. Заліщики вул. Гайворонська, 18   | 120/2           | рішення Тернопільського ОВК від 05.12.1986 р. № 343   |
| 4.  | Дзвіниця костелу св. Станіслава (мур.)             | 1763 р.        | м. Заліщики вул. Гайворонська, 18   | 120/3           | рішення Тернопільського ОВК від 05.12.1986 р. № 343   |
| 5.  | Житловий будинок (мур.)                            | ХІХ ст.        | м. Заліщики вул. Крушельницької, 40 | 45              | рішення Тернопільського ОВК від 09.08.1982 р. № 401   |
| 6.  | Гімназія (мур.)                                    | ХІХ ст.        | м. Заліщики вул. Маковея, 2         | 43              | рішення Тернопільського ОВК від 09.08.1982 р. № 401   |
| 7.  | Житловий будинок (мур.)                            | ХІХ ст.        | м. Заліщики вул. Ольжича, 5         | 122             | рішення Тернопільського ОВК від 05.12.1986 р. № 343   |
| 8.  | Митниця (мур.)                                     | початок ХХ ст. | м. Заліщики вул. С. Бандери, 2      | 121             | рішення Тернопільського ОВК від 05.12.1986 р. № 343   |
| 9.  | Палац барона Бруністе (мур.)                       | ХІХ ст.        | м. Заліщики вул. С. Бандери, 5      | 42              | рішення Тернопільського ОВК від 09.08.1982 р. № 401   |
| 10. | Адміністративний будинок(мур.)                     | ХІХ ст.        | м. Заліщики вул. Стефаника, 4       | 44              | рішення Тернопільського ОВК від 09.08.1982 р. № 401   |
| 11. | Церква св. Михаїла (мур.)                          | 1823 р.        | с. Бедриківці                       | 485             | рішення Тернопільського ОВК від 31.03.1992 р. № 30    |
| 12. | Каплиця (на цвинтарі) (мур.)                       | ХІХ ст.        | с. Бедриківці                       | 486             | рішення Тернопільського ОВК від 31.03.1992 р. № 30    |
| 13. | Церква Іоанна Богослова (дер.)                     | 1869 р.        | с. Блищанка                         | 487/1           | рішення Тернопільського ОВК від 31.03.1992 р. № 30    |
| 14. | Дзвіниця церкви Іоанна Богослова (мур.)            | початок ХХ ст. | с. Блищанка                         | 487/2           | рішення Тернопільського ОВК від 31.03.1992 р. № 30    |
| 15. | Костел(мур.)                                       | 1934 р.        | с. Блищанка                         | 488             | рішення Тернопільського ОВК від 31.03.1992 р. № 30    |
| 16. | Церква Усікновення голови Іоанна Хрестителя (мур.) | 1926 р.        | с. Вигода                           | 505             | рішення Тернопільського ОВК від 31.03.1992 р. № 30    |
| 17. | Церква Покрова (мур.)                              | 1892 р.        | с. Виноградне                       | 543/1           | рішення Тернопільського ОВК від 31.03.1992 р. № 30    |
| 18. | Дзвіниця церкви Покрови (мур.)                     | кінець ХІХ ст. | с. Виноградне                       | 543/2           | рішення Тернопільського ОВК від 31.03.1992 р. № 30    |
| 19. | Церква Успення (мур.)                              | 1826 р.        | с. Винятинці                        | 498/1           | рішення Тернопільського ОВК від 31.03.1992 р. № 30    |
| 20. | Дзвіниця церкви Успення (мур.)                     | XVIII-XIX ст.  | с. Винятинці                        | 498/2           | рішення Тернопільського ОВК від 31.03.1992 р. № 30    |
| 21. | Костел(мур.)                                       | 1912 р.        | с. Винятинці                        | 499             | рішення Тернопільського ОВК від 31.03.1992 р. № 30    |
| 22. | Каплиця Положення Ризи(мур.)                       | 1896 р.        | с. Винятинці                        | 500             | рішення Тернопільського ОВК від 31.03.1992 р. № 30    |
| 23. | Кальварія (мур.)                                   | 1927 р.        | с. Винятинці                        | 501             | рішення Тернопільського ОВК від 31.03.1992 р. № 30    |
| 24. | Каплиця в скелі під горою(мур.)                    | початок ХХ ст. | с. Винятинці                        | 502             | рішення Тернопільського ОВК від 31.03.1992 р. № 30    |
| 25. | Церква св. Михаїла (мур.)                          | 1849 р.        | с. Голігради                        | 504             | рішення Тернопільського ОВК від 31.03.1992 р. № 30    |
| 26. | Палац Борковського(мур.)                           | початок ХХ ст. | с. Городок                          | 541             | рішення Тернопільського ОВК від 31.03.1992 р. № 30    |
| 27. | Церква св. Михаїла (мур.)                          | 1799 р.        | с. Городок                          | 542             | рішення Тернопільського ОВК від 31.03.1992 р. № 30    |
| 28. | Церква Успення (мур.)                              | 1791 р.        | с. Дзвиняч                          | 510             | рішення Тернопільського ОВК від 31.03.1992 р. № 30    |
| 29. | Каплиця (мур.)                                     | 1908 р.        | с. Дзвиняч                          | 511             | рішення Тернопільського ОВК від 31.03.1992 р. № 30    |
| 30. | Церква Ісуса Христа (мур.)                         | 1942 р.        | с. Добрівляни                       | 515             | рішення Тернопільського ОВК від 31.03.1992 р. № 30    |
| 31. | Церква Різдва Христового (мур.)                    | 1896 р.        | с. Дуплиська                        | 512/1           | рішення Тернопільського ОВК від 31.03.1992 р. № 30    |
| 32. | Дзвіниця церкви (дер.)                             | XVIII ст.      | с. Дуплиська                        | 512/2           | рішення Тернопільського ОВК від 31.03.1992 р. № 30    |
| 33. | Каплиця (мур.)                                     | 1870 р.        | с. Дуплиська                        | 513             | рішення Тернопільського ОВК від 31.03.1992 р. № 30    |
| 34. | Костел (мур.)                                      | 1869 р.        | с. Дуплиська                        | 514             | рішення Тернопільського ОВК від 31.03.1992 р. № 30    |
| 35. | Каплиця (мур.)                                     | 1892 р.        | с. Зозулинці                        | 545             | рішення Тернопільського ОВК від 31.03.1992 р. № 30    |
| 36. | Панська садиба (мур.)                              | початок ХХ ст. | с. Зозулинці                        | 546             | рішення Тернопільського ОВК від 31.03.1992 р. № 30    |
| 37. | Винний льох (мур.)                                 | початок ХХ ст. | с. Зозулинці                        | 547             | рішення Тернопільського ОВК від 31.03.1992 р. № 30    |
| 38. | Винний льох (мур.)                                 | початок ХХ ст. | с. Зозулинці                        | 548/1           | рішення Тернопільського ОВК від 31.03.1992 р. № 30    |
| 39. | Винокурня (мур.)                                   | початок ХХ ст. | с. Зозулинці                        | 548/2           | рішення Тернопільського ОВК від 31.03.1992 р. № 30    |
| 40. | Церква Успення (мур.)                              | 1910           | с. Зозулиці                         | 544             | рішення Тернопільського ОВК від 31.03.1992 р. № 30    |
| 41. | Церква св. Георгія (мур.)                          | XVII ст.       | с. Касперівці                       | 1581            | Постанова Ради Міністрів УРСР від 06.09.1979 р. № 442 |
| 42. | Церква св. Дмитрія (дер.)                          | 1862 р.        | с. Кулаківці                        | 540/1           | рішення Тернопільського ОВК від 31.03.1992 р. № 30    |
| 43. | Дзвіниця церкви св. Дмитрія (мур.)                 | ХІХ ст.        | с. Кулаківці                        | 540/2           | рішення Тернопільського ОВК від 31.03.1992 р. № 30    |
| 44. | Церква (мур.)                                      | 1927 р.        | с. Малинівка Вигода                 | 538             | рішення Тернопільського ОВК від 31.03.1992 р. № 30    |
| 45. | Каплиця св. Магдалини (мур.)                       | ХІХ ст.        | с. Новосілка                        | 517             | рішення Тернопільського ОВК від 31.03.1992 р. № 30    |
| 46. | Церква Перенесення мощей св. Миколая (мур.)        | 1883 р.        | с. Синьків                          | 491             | рішення Тернопільського ОВК від 31.03.1992 р. № 30    |
| 47. | Церква Різдва Христового (дер.)                    | XVIII ст.      | с. Синьків                          | 492             | рішення Тернопільського ОВК від 31.03.1992 р. № 30    |
| 48. | Каплиця Трійці (мур.)                              | 1904 р.        | с. Синьків                          | 493             | рішення Тернопільського ОВК від 31.03.1992 р. № 30    |
| 49. | Церква Благовіщення (мур.)                         | 1843 р.        | с. Торське                          | 525             | рішення Тернопільського ОВК від 31.03.1992 р. № 30    |
| 50. | Церква Успення (мур.)                              | 1769 р.        | с. Угриківці                        | 527             | рішення Тернопільського ОВК від 31.03.1992 р. № 30    |
| 51. | Двір Кімельманів (мур.)                            | XVIII ст.      | с. Угриківці                        | 528             | рішення Тернопільського ОВК від 31.03.1992 р. № 30    |
| 52. | Церква св. Михаїла (мур.)                          | 1776 р.        | с. Щитівці                          | 539/1           | рішення Тернопільського ОВК від 31.03.1992 р. № 30    |
| 53. | Дзвіниця церкви св. Михаїла (мур.)                 | 1776 р.        | с. Щитівці                          | 539/2           | рішення Тернопільського ОВК від 31.03.1992 р. № 30    |
| 54. | Церква Різдва Христового(мур.)                     | 1824 р.        | с. Якубівка                         | 526             | рішення Тернопільського ОВК від 31.03.1992 р. № 30    |

## Пам'ятки історії
| №  | Назва | Дата                                                       | Адреса | Охоронний номер | Документ про взяття на облік |
| -- | --- | ---------------------------------------------------------- | --- | --------------- | --- |
| 1  | Братська могила євреїв – жертв німецьких фашистів |                                                            | м. Заліщики | 1381            | Наказ управління культури Тернопільської обласної державної адміністрації від 18.10.2005 р. № 112                                                               |
| 2  | Пам'ятний знак на честь 100-річчя з дня народження Тараса Шевченка                                                                                       | 1914 р.                                                    | м. Заліщики, будинок зв’язку                                                                                           | 353             | Рішення виконкому Тернопільської обласної ради від 22.03.1971 р. № 147                                                                                          |
| 3  | Будинок, у якому виступав на селянському вічі письменник Стефаник Василь                                                                                 | Буд. – ХІХ ст. Мем. дошка - 1971                           | м. Заліщики, будинок зв’язку                                                                                           | 326             | Рішення виконкому Тернопільської обласної ради від 22.03.1971 р. № 147                                                                                          |
| 4  | Будинок, у якому працював археолог Малєєв Ю.М. | меморіальна дошка - 2011 р.                                | м. Заліщики, будинок творчості                                                                                         | 3253            | Наказ управління культури Тернопільської обласної державної адміністрації від 05.04.2012 р. № 42                                                                |
| 5  | Пам’ятник воїнам Радянської армії – героям Дністра | 1971 р.                                                    | м. Заліщики, вул. Бандери С., 3-б                                                                                      | 1008            | Рішення виконкому Тернопільської обласної ради від 12.06.1978 р. № 286                                                                                          |
| 6  | Будинок, у якому жив оперний співак Голинський Михайло                                                                                                   |                                                            | м. Заліщики, вул. Грушевського, 8                                                                                      | 1382            | Наказ управління культури Тернопільської обласної державної адміністрації від 18.10.2005 р. № 112                                                               |
| 7  | Будинок, у якому жив польський письменник Ян Каспрович                                                                                                   | 2 пол. ХІХ ст. Мем. дошка, 1970 р.                         | м. Заліщики, вул. Крушельницької, 40                                                                                   | 777             | Рішення виконкому Тернопільської обласної ради від 22.03.1971 р. № 147                                                                                          |
| 8  | Будинок, у якому відбувся 1 з’їзд ревкомів Заліщицького повіту і виступала актриса Крушельницька С.                                                      | Буд. – 2 пол. ХІХ ст., меморіальна дошка – 1984 і 1982 рр. | м. Заліщики, вул. Крушельницької, 48                                                                                   | 948             | Рішення виконкому Тернопільської обласної ради від 26.08.1986 р. № 250                                                                                          |
| 9  | Будинок, у якому жив і працював письменник Маковей О. | Будинок – 1905 р., меморіальна дошка – 1967 р.             | м. Заліщики, вул. Маковея, 2                                                                                           | 239             | Рішення виконкому Тернопільської обласної ради від 22.03.1971 р. № 147                                                                                          |
| 10 | Братська могила воїнів Радянської армії; Могили радянських партійних активістів                                                                          | 1958 р.                                                    | м. Заліщики, вул. С. Бандери                                                                                           | 232             | Рішення виконкому Тернопільської обласної ради від 22.03.1971 р. № 147                                                                                          |
| 11 | Будинок, у якому жив громадсько-політичний діяч, патріарх Київський і Всієї Русі Української автокефальної церкви Мстислав (Степан Скрипник) (1898-1993) | 1998 р.                                                    | м. Заліщики, вул. С.Бандери, 40                                                                                        | 3147            | Наказ управління культури Тернопільської обласної державної адміністрації від 27.01.2010 р. № 16                                                                |
| 12 | Могила Тура О.С. - заслуженного вчителя УРСР, громадсько-політичного діяча, історика, краєзнавця                                                         | 1998                                                       | м. Заліщики, вул.Стефаника, кладовище                                                                                  | 3148            | Наказ управління культури Тернопільської обласної державної адміністрації від 27.01.2010 р. № 16                                                                |
| 13 | Могила активного учасника польського визвольного повстання 1863-1864 рр. Островського Л.                                                                 | 1 чверть ХХ ст.                                            | м. Заліщики, кладовище                                                                                                 | 236             | Рішення виконкому Тернопільської обласної ради від 22.03.1971 р. № 147                                                                                          |
| 14 | Могила воїна Радянської армії Бондаренка А. | 1969 р.                                                    | м. Заліщики, кладовище                                                                                                 | 233             | Рішення виконкому Тернопільської обласної ради від 22.03.1971 р. № 147                                                                                          |
| 15 | Могила активного учасника польського визвольного повстання 1863-1864 рр. Лядунського М.                                                                  | 1 чверть ХХ ст.                                            | м. Заліщики, кладовище                                                                                                 | 234             | Рішення виконкому Тернопільської обласної ради від 22.03.1971 р. № 147                                                                                          |
| 16 | Могила воїна Радянської армії Мінц Є. | 1948 р.                                                    | м. Заліщики, кладовище                                                                                                 | 235             | Рішення виконкому Тернопільської обласної ради від 22.03.1971 р. № 147                                                                                          |
| 17 | Могила воїна Радянської армії Швеця В. | 1950 р.                                                    | м. Заліщики, кладовище                                                                                                 | 237             | Рішення виконкому Тернопільської обласної ради від 22.03.1971 р. № 147                                                                                          |
| 18 | Могила письменника Маковея Осипа | 1957 р                                                     | м. Заліщики, кладовище                                                                                                 | 190003-Н (453)  | Рішення виконкому Тернопільської обласної ради від 22.03.1971 р. № 147, Постанова Кабінету Міністрів України від 3.09.2009 р. № 928                             |
| 19 | Могила воїна-афганця Валерія Луб’янського |                                                            | м. Заліщики, кладовище                                                                                                 | 1384            | Наказ управління культури Тернопільської обласної державної адміністрації від 18.10.2005 р. № 112                                                               |
| 20 | Могила заслуженого вчителя України, краєзнавця Онисія Тура                                                                                               | 1997 р.                                                    | м. Заліщики, кладовище                                                                                                 | 1385            | Наказ управління культури Тернопільської обласної державної адміністрації від 18.10.2005 р. № 112                                                               |
| 21 | Могила невідомого Українського січового стрільця |                                                            | м. Заліщики, кладовище                                                                                                 | 1407            | Розпорядження Представника Президента України в Тернопільській області від 25.06.1992 р. № 148                                                                  |
| 22 | Могила першого президента Буковини Поповича О. |                                                            | м. Заліщики, кладовище                                                                                                 | 1408            | Розпорядження Представника Президента України в Тернопільській області від 25.06.1992 р. № 148                                                                  |
| 23 | Могила хорунжого Романка Т. |                                                            | м. Заліщики, кладовище                                                                                                 | 1409            | Розпорядження Представника Президента України в Тернопільській області від 25.06.1992 р. № 148                                                                  |
| 24 | Пам'ятний знак (хрест) на честь скасування панщини | к. ХІХ ст.                                                 | м. Заліщики, кладовище                                                                                                 | 1410            | Розпорядження Представника Президента України в Тернопільській області від 25.06.1992 р. № 148                                                                  |
| 25 | Братська могила воїнів армії Російської імперії, які загинули в роки Першої Світової війни                                                               | 1916 р.                                                    | м. Заліщики, кладовище, N 48° 38.606' E 25° 44.212'                                                                    | 320             | Рішення виконкому Тернопільської обласної ради від 22.03.1971 р. № 147                                                                                          |
| 26 | Пам’ятник “Борцям за волю України” |                                                            | м. Заліщики, напроти буд. культури                                                                                     | 1380            | Наказ управління культури Тернопільської обласної державної адміністрації від 18.10.2005 р. № 112                                                               |
| 27 | Польове укріплення -люнет | 1854 р.                                                    | м. Заліщики, Північно-західна околиця м.Заліщики, поле. N 48° 40.286' E 25° 42.168'                                    | 4401-Тр (3270)  | Наказ управління культури Тернопільської обласної державної адміністрації від 29.10.2012 р. № 149, Наказ Міністерства культури України від 28.11.2013 р. № 1224 |
| 28 | Пам'ятний хрест на місці, де скинули у Дністер два вагони з політичними в'язнями                                                                         |                                                            | м. Заліщики, схил Дністра                                                                                              | 1383            | Наказ управління культури Тернопільської обласної державної адміністрації від 18.10.2005 р. № 112                                                               |
| 29 | Братська могила воїнів Української Повстанської Армії | 1944 р.                                                    | с. Бедриківці | 1386            | Наказ управління культури Тернопільської обласної державної адміністрації від 18.10.2005 р. № 112                                                               |
| 30 | Пам’ятний знак воїнам-землякам, які загинули в роки Другої світової війни                                                                                | 1985 р.                                                    | с. Бедриківці | 960             | Рішення виконкому Тернопільської обласної ради від 26.08.1986 р. № 250                                                                                          |
| 31 | Польове укріплення - люнет | 1854 р.                                                    | с. Бедриківці, 650 м на південний-захід від південно-західних околиць с. Бедриківці, поле. N 48° 40.815' E 25° 46.245' | 4402-Тр (3268)  | Наказ управління культури Тернопільської обласної державної адміністрації від 29.10.2012 р. № 149, Наказ Міністерства культури України від 28.11.2013 р. № 1224 |
| 32 | Могила невідомого воїна Радянської армії | 1944 р.                                                    | с. Бересток | 1412            | Рішення виконкому Тернопільської обласної ради від 25.10.1988 р. № 243                                                                                          |
| 33 | Пам’ятний знак воїнам-землякам, які загинули в роки Другої світової війни                                                                                | 1985 р.                                                    | с. Бересток | 959             | Рішення виконкому Тернопільської обласної ради від 26.08.1986 р. № 250                                                                                          |
| 34 | Могила воїнів Червоної армії Шукурова М., Драгунова В.                                                                                                   | 1940 р.                                                    | с. Бересток-Устечко (шосе)                                                                                             | 256             | Рішення виконкому Тернопільської обласної ради від 22.03.1971 р. № 147                                                                                          |
| 35 | Пам’ятний знак воїнам-землякам, які загинули в роки Другої світової війни                                                                                | 1968 р.                                                    | с. Блищанка | 219             | Рішення виконкому Тернопільської обласної ради від 22.03.1971 р. № 147                                                                                          |
| 36 | Одиночні поховання воїнів Української Повстанської Армії                                                                                                 |                                                            | с. Блищанка | 1387            | Наказ управління культури Тернопільської обласної державної адміністрації від 18.10.2005 р. № 112                                                               |
| 37 | Пам’ятний знак воїнам-землякам, які загинули в роки Другої світової війни                                                                                | 1967 р.                                                    | с. Винятинці, центр, роздоріжжя                                                                                        | 1004            | Рішення виконкому Тернопільської обласної ради від 22.03.1971 р. № 147                                                                                          |
| 38 | Пам'ятний знак (хрест) на честь скасування панщини | 1848 р.                                                    | с. Винятинці, центр, роздоріжжя, біля церкви                                                                           | 354             | Рішення виконкому Тернопільської обласної ради від 22.03.1971 р. № 147                                                                                          |
| 39 | Братська могила австрійських і російських воїнів (понад 300 чол.)                                                                                        |                                                            | с. Голігради | 1388            | Наказ управління культури Тернопільської обласної державної адміністрації від 18.10.2005 р. № 112                                                               |
| 40 | Могила воїна Української Повстанської Армії |                                                            | с. Голігради | 1389            | Наказ управління культури Тернопільської обласної державної адміністрації від 18.10.2005 р. № 112                                                               |
| 41 | Пам'ятне місце загибелі комісара партизанського загону „Дванадцятка” Цепка І.                                                                            | 1967 р.                                                    | с. Голігради, (буд. культури)                                                                                          | 435             | Рішення виконкому Тернопільської обласної ради від 22.03.1971 р. № 147                                                                                          |
| 42 | Пам’ятний знак воїнам-землякам, які загинули в роки Другої світової війни                                                                                | 1966 р.                                                    | с. Дзвиняч | 228             | Рішення виконкому Тернопільської обласної ради від 22.03.1971 р. № 147                                                                                          |
| 43 | Пам’ятний знак воїнам-землякам, які загинули в роки Другої світової війни                                                                                | 1967 р                                                     | с. Добрівляни | 340             | Рішення виконкому Тернопільської обласної ради від 22.03.1971 р. № 147                                                                                          |
| 44 | Пам’ятний знак воїнам-землякам, які загинули в роки Другої світової війни                                                                                | 1965 р.                                                    | с. Добрівляни (Заліщики)                                                                                               | 949             | Рішення виконкому Тернопільської обласної ради від 22.03.1971 р. № 147                                                                                          |
| 45 | Могила прогресивного суспільного діяча Кузняка Г., голови сільського ревкому (1920 р.)                                                                   | 1921 р.                                                    | с. Добрівляни, старе кладовище 15 м від входу                                                                          | 229             | Рішення виконкому Тернопільської обласної ради від 22.03.1971 р. № 147                                                                                          |
| 46 | Пам’ятний знак воїнам-землякам, які загинули в роки Другої світової війни                                                                                | 1967 р.                                                    | с. Дунів, біля церкви                                                                                                  | 231             | Рішення виконкому Тернопільської обласної ради від 22.03.1971 р. № 147                                                                                          |
| 47 | Пам’ятник односельчанам, які загинули під час Першої світової війни                                                                                      |                                                            | с. Дунів, біля церкви                                                                                                  | 1421            | Рішення виконкому Тернопільської обласної ради від 26.08.1986 р. № 250                                                                                          |
| 48 | Братська могила австрійських воїнів |                                                            | с. Зелений Гай | 1391            | Наказ управління культури Тернопільської обласної державної адміністрації від 18.10.2005 р. № 112                                                               |
| 49 | Польове укріплення - люнет | 1854 р.                                                    | с. Зелений Гай, 1,3 км на схід від східних околиць с. Зелений гай, поле. N 48° 40.492 E 25° 41.479'                    | 4403-Тр (3269)  | Наказ управління культури Тернопільської обласної державної адміністрації від 29.10.2012 р. № 149, Наказ Міністерства культури України від 28.11.2013 р. № 1224 |
| 50 | Пам’ятний знак воїнам-землякам, які загинули в роки Другої світової війни                                                                                | 1967 р.                                                    | с. Зелений Гай, біля головної дороги                                                                                   | 240             | Рішення виконкому Тернопільської обласної ради від 22.03.1971 р. № 147                                                                                          |
| 51 | Пам’ятний знак воїнам-землякам, які загинули в роки Другої світової війни                                                                                | 1967 р.                                                    | с. Зозулинці | 241             | Рішення виконкому Тернопільської обласної ради від 22.03.1971 р. № 147                                                                                          |
| 52 | Пам’ятний знак воїнам-землякам, які загинули в роки Другої світової війни                                                                                | 1967 р.                                                    | с. Іване-Золоте | 242             | Рішення виконкому Тернопільської обласної ради від 22.03.1971 р. № 147                                                                                          |
| 53 | Пам'ятник святому Онуфрію | к. XVIII- поч..ХІХ ст.                                     | с. Касперівці, кладовище біля церкви Покрови                                                                           | 270             | Рішення виконкому Тернопільської обласної ради від 22.03.1971 р. № 147                                                                                          |
| 54 | Пам’ятний знак воїнам-землякам, які загинули в роки Другої світової війни                                                                                | 1967 р.                                                    | с. Касперівці, центр, біля сільської ради                                                                              | 243             | Рішення виконкому Тернопільської обласної ради від 22.03.1971 р. № 147                                                                                          |
| 55 | Пам’ятний знак (хрест) на честь скасування панщини | 1848 р.                                                    | с. Касперіці, головна дорога на Заліщики                                                                               | 3149            | Наказ управління культури Тернопільської обласної державної адміністрації від 27.01.2010 р. № 16                                                                |
| 56 | Пам’ятний знак воїнам-землякам, які загинули в роки Другої світової війни                                                                                | 1985 р.                                                    | с. Колодрібка | 962             | Рішення виконкому Тернопільської обласної ради від 26.08.1986 р. № 250                                                                                          |
| 57 | Братська могила австрійських воїнів (понад тисячу), територія Синьківської с/р                                                                           |                                                            | с. Колодрібка, N 48.623938°, E 25.980589°                                                                              | 1392            | Наказ управління культури Тернопільської обласної державної адміністрації від 18.10.2005 р. № 112                                                               |
| 58 | Могила Українських січових стрільців |                                                            | с. Колодрібка, біля школи                                                                                              | 1418            | Розпорядження Представника Президента України в Тернопільській області від 25.06.1992 р. № 148                                                                  |
| 59 | Братська могила угорських воїнів |                                                            | с. Лисичники | 1393            | Наказ управління культури Тернопільської обласної державної адміністрації від 18.10.2005 р. № 112                                                               |
| 60 | Могила німецького воїна |                                                            | с. Лисичники | 1394            | Наказ управління культури Тернопільської обласної державної адміністрації від 18.10.2005 р. № 112                                                               |
| 61 | Могила воїна Української Повстанської Армії |                                                            | с. Лисичники | 1395            | Наказ управління культури Тернопільської обласної державної адміністрації від 18.10.2005 р. № 112                                                               |
| 62 | Пам’ятний знак воїнам-землякам, які загинули в роки Другої світової війни                                                                                | 1987 р.                                                    | с. Лисичники | 1419            | Рішення виконкому Тернопільської обласної ради від 25.10.1988 р. № 243                                                                                          |
| 63 | Пам’ятний знак воїнам-землякам, які загинули в роки Другої світової війни                                                                                | 1966 р.                                                    | с. Новосілка | 248             | Рішення виконкому Тернопільської обласної ради від 22.03.1971 р. № 147                                                                                          |
| 64 | Одиночні поховання воїнів Української Повстанської Армії (5 чол.)                                                                                        |                                                            | с. Новосілка, кладовище                                                                                                | 1396            | Наказ управління культури Тернопільської обласної державної адміністрації від 18.10.2005 р. № 112                                                               |
| 65 | Братська могила австрійських воїнів (понад тисячу) |                                                            | с. Синьків, біля городища                                                                                              | 1398            | Наказ управління культури Тернопільської обласної державної адміністрації від 18.10.2005 р. № 112                                                               |
| 66 | Пам’ятний знак воїнам-землякам, які загинули в роки Другої світової війни                                                                                | 1965 р.                                                    | с. Синьків, біля сільської ради                                                                                        | 1007            | Рішення виконкому Тернопільської обласної ради від 22.03.1971 р. № 147                                                                                          |
| 67 | Братська могила воїнів Української Повстанської Армії (4 чол.)                                                                                           |                                                            | с. Ставки, хутір Теклівка                                                                                              | 1406            | Наказ управління культури Тернопільської обласної державної адміністрації від 18.10.2005 р. № 112                                                               |
| 68 | Одиночні поховання (4) австрійських воїнів |                                                            | с. Торське | 1400            | Наказ управління культури Тернопільської обласної державної адміністрації від 18.10.2005 р. № 112                                                               |
| 69 | Пам’ятний знак воїнам-землякам, які загинули в роки Другої світової війни                                                                                | 1967 р.                                                    | с. Торське | 253             | Рішення виконкому Тернопільської обласної ради від 22.03.1971 р. № 147                                                                                          |
| 70 | Поховання австрійських воїнів |                                                            | с. Угриньківці | 1401            | Наказ управління культури Тернопільської обласної державної адміністрації від 18.10.2005 р. № 112                                                               |
| 71 | Одиночні поховання воїнів Української Повстанської Армії                                                                                                 |                                                            | с. Угриньківці | 1402            | Наказ управління культури Тернопільської обласної державної адміністрації від 18.10.2005 р. № 112                                                               |
| 72 | Пам’ятний знак воїнам-землякам, які загинули в роки Другої світової війни                                                                                | 1968 р.                                                    | с. Угриньківці | 254             | Рішення виконкому Тернопільської обласної ради від 22.03.1971 р. № 147                                                                                          |

## Пам'ятки монументального мистецтва
| №  | Назва                                                                     | Дата    | Адреса                           | Охоронний номер | Документ про взяття на облік                                                         |
| -- | ------------------------------------------------------------------------- | ------- | -------------------------------- | --------------- | ------------------------------------------------------------------------------------ |
| 1. | Пам’ятник першому президенту Буковини Поповичу О.                         | 2003 р. | м. Заліщики                      |                 | Щойно виявлений Наказ управління культури Тернопільської ОДА від 18.10.2005 р. № 112 |
| 2. | Пам’ятник композитору, січовому стрільцю Гайворонському Михайлу Івановичу | 1992 р. | м. Заліщики, біля музичної школи |                 | Розпорядження Голови Тернопільської ОДА від 26.05.1997 р. № 209                      |
| 3. | Пам’ятник письменнику Маковею Осипу Степановичу                           | 1956 р. | м. Заліщики, вул. Бандери С.     |                 | Рішення виконкому Тернопільської обласної ради від 22.03.1971 р. № 147               |
| 4. | Пам’ятник поету, громадському діячу Франку Івану Яковичу                  | 1956 р. | м. Заліщики, вул. Бандери С.     |                 | Рішення виконкому Тернопільської обласної ради від 22.03.1971 р. № 147               |
| 5. | Пам’ятник поету, письменнику, художнику Шевченку Тарасу Григоровичу       | 1961 р. | м. Заліщики, вул. Бандери С.     |                 | Рішення виконкому Тернопільської обласної ради від 22.03.1971 р. № 147               |
| 6. | Пам’ятник поету, письменнику, художнику Шевченку Тарасу Григоровичу       | 1992 р. | с. Дуплиська                     |                 | Наказ управління культури Тернопільської ОДА від 18.10.2005 р. № 112                 |